# أقوى
«أقوى» أو «سترونجر» (بالإنجليزية: Stronger) هي أغنية للمغنية الأمريكية بريتني سبيرز، من ألبومها الثاني «أوبس!... اي ديد ات أقين». تم إصدارها في 13 نوفمبر، 2000 من قبل تسجيلات جايف كالأغنية المنفردة الثالثة من الألبوم.
«سترونجر» هي أغنية بوب مراهقين مع وحي من البوب الإلكتروني، تتحدث عن الفتاة التي سئمت من خيانة حبيبها لها ثم تقرر أن تعيش بدونه. وقد تلقت إشادة من النقاد، الذين وصفوا الأغنية بالمبتكرة كلاماً ولحناً واعتبروها أفضل أغنية للرقص من الألبوم.
حققت «سترونجر» نجاحاً تجارياً في جميع أنحاء العالم، ووصلت إلى قوائم توب 5 في النمسا، ألمانيا والسويد، في حين وصلت إلى قوائم توب 10 في فنلندا وأيرلندا وسويسرا والمملكة المتحدة وكانت #11 في قائمة توب 100 في أمريكا بالبيلبورد، وفي وقت لاحق أخذت شهادة ذهبية من رابطة صناعة التسجيلات الأمريكية، لبيعها أكثر من 500,000 نسخة كأغنية منفردة.
في الفيديو تظهر سبيرز ترقص وتغني وتتحدى نفسها. أُعتبر الفيديو خروجاً موضوعياً من فيديوهات سبيرز السابقة، تلقى ترشيحاً لجوائز ام تي في للأغاني المصورة لعام 2001 كأفضل فيديو بوب.